# Годівська сільська рада
Го́дівська сільська́ ра́да — адміністративно-територіальна одиниця та орган місцевого самоврядування у Зборівському районі Тернопільської області. Адміністративний центр — село Годів.

## Загальні відомості
Годівська сільська рада утворена в 1939 році.
- Територія ради: 4,742 км²
- Населення ради: 850 осіб (станом на 2001 рік)
- Територією ради протікає річка Зварич

## Населені пункти
Сільській раді були підпорядковані населені пункти:
- с. Годів
- с. Йосипівка
- с. Цецівка

## Склад ради
Рада складалася з 15 депутатів та голови.
- Голова ради: Кухаришин Микола Семенович
- Секретар ради: Кісів Леся Йосипівна

### Керівний склад попередніх скликань
| Прізвище, ім'я, по батькові | Основні відомості                                                                                                | Дата обрання | Дата звільнення |
| --------------------------- | --- | ------------ | --------------- |
| Кухаришин Микола Семенович  | Сільський голова, 1961 року народження, освіта середня спеціальна, член Всеукраїнського об'єднання «Батьківщина» | 26.03.2006   | 31.10.2010      |
| Кухаришин Микола Семенович  | Сільський голова, 1961 року народження, освіта середня спеціальна, безпартійний                                  | 31.10.2010   |                 |

Примітка: таблиця складена за даними сайту Верховної Ради України

### Депутати
За результатами місцевих виборів 2010 року депутатами ради стали:

#### За суб'єктами висування
| Суб'єкт висування                                       | Кількість обраних депутатів | %    |
| ------------------------------------------------------- | --------------------------- | ---- |
| Самовисування                                           | 12                          | 80   |
| Народна партія                                          | 2                           | 13,3 |
| Політична партія Всеукраїнське об'єднання «Батьківщина» | 1                           | 6,7  |

#### За округами
| № округу                                                | Прізвище, ім'я, по батькові   | Дата визнання обраним | Освіта             | Партійна приналежність                        | Відомості про обраного депутата                                                |
| ------------------------------------------------------- | ----------------------------- | --------------------- | ------------------ | --------------------------------------------- | ------------------------------------------------------------------------------ |
| Народна Партія                                          |                               |                       |                    |                                               |                                                                                |
| 11                                                      | Ляска Тарас Володимирович     | 05.11.2010            | середня            | позапартійний                                 | студент                                                                        |
| 12                                                      | Кісів Леся Йосипівна          | 05.11.2010            | вища               | позапартійна                                  | Годівська сільська рада, секретар                                              |
| Політична партія Всеукраїнське об'єднання «Батьківщина» |                               |                       |                    |                                               |                                                                                |
| 15                                                      | Чапля Ярослав Іванович        | 05.11.2010            | вища               | член Всеукраїнського об'єднання «Батьківщина» | тимчасово не працює                                                            |
| Самовисування                                           |                               |                       |                    |                                               |                                                                                |
| 1                                                       | Гузар Ігор Григорович         | 05.11.2010            | середня            | позапартійний                                 | Годівська загальноосвітня школа І-ІІ ст., оператор газової котельні            |
| 2                                                       | Онишкевич Іван Михайлович     | 05.11.2010            | середня спеціальна | позапартійний                                 | тимчасово не працює                                                            |
| 3                                                       | Николишин Іван Васильович     | 05.11.2010            | середня спеціальна | позапартійний                                 | студент                                                                        |
| 4                                                       | Ясінська Богдана Андріївна    | 05.11.2010            | середня спеціальна | позапартійна                                  | тимчасово не працює                                                            |
| 5                                                       | Стець Галина Іванівна         | 05.11.2010            | середня спеціальна | позапартійна                                  | тимчасово не працює                                                            |
| 6                                                       | Гузар Іван Григорович         | 05.11.2010            | середня спеціальна | позапартійний                                 | Годівська загальноосвітня школа І-ІІ ст., оператор газової котельні            |
| 7                                                       | Гнатів Михайло Петрович       | 05.11.2010            | середня            | позапартійний                                 | студент                                                                        |
| 8                                                       | Марусин Богдан Григорович     | 05.11.2010            | середня спеціальна | позапартійний                                 | тимчасово не працює                                                            |
| 9                                                       | Яремчук Галина Петрівна       | 05.11.2010            | середня            | позапартійна                                  | тимчасово не працює                                                            |
| 10                                                      | Калін Ігор Іванович           | 05.11.2010            | середня            | позапартійний                                 | студент                                                                        |
| 13                                                      | Ніколаєва Натадія Андріївна   | 05.11.2010            | середня            | позапартійна                                  | Управління праці та соцзахисту населення Зборівської РДА, соціальний працівник |
| 14                                                      | Шпирналь Василь Володимирович | 05.11.2010            | середня            | позапартійний                                 | Тернопільенергоконструкція, водій                                              |